# Terminalia parvula
Terminalia parvula är en tvåhjärtbladig växtart som beskrevs av Pampan.. Terminalia parvula ingår i släktet Terminalia och familjen Combretaceae. Inga underarter finns listade i Catalogue of Life.